# 利尼夫
50°40′46″N 24°50′55″E / 50.67944°N 24.84861°E
利尼夫（烏克蘭語：Линів），是烏克蘭的村落，位於該國西部沃倫州，由沃洛德米爾區負責管轄，始建於1545年，面積11.96平方公里，海拔高度約220米，2001年該村落人口428。2023 - 300.